# Zamijokulkas
Zamijokulkas (lat. Zamioculcas), monotipski biljni rod iz porodice kozlačevki s jedinom vrstom, Z. zamiifolia, sukulentnom biljkom iz Afrike, visine do jedan metar.
Ime je dobila zbog sličnosti s rodom Zamia, i donekle je nalik na paprat. Ima rizom u kojem skladišti vodu, iz kojega izbija nekoliko izdanaka u obliku stabljika. Raste od Kenije pa na jug do  KwaZulu-Natala.
Zamijokulkas je postala popularna od kraja 20. stoljeća zahvaljujući nizozemskim uzgajivačima biljaka. Lako se održava, ali se ne smije previše zalijevati jer od viška vode njen rizom lako trune i listovi žute.

## Sinonimi
- Caladium zamiifolium G.Lodd.
- Zamioculcas lanceolata Peter
- Zamioculcas loddigesii Schott

- Z. zamiifolia
- Z. zamiifolia
- Z. zamiifolia
- Z. zamiifolia